# Donald L. Turcotte
Donald Lawson „Don“ Turcotte (* 22. April 1932 in Bellingham, Washington; † 4. Februar 2025 in Davis, Kalifornien) war ein US-amerikanischer Geophysiker.

## Werdegang
Turcotte studierte am Caltech, wo er 1954 seinen Bachelorabschluss machte und 1958 bei Frank E. Marble als Flugzeug-Ingenieur (Aeronautical Engineering) promoviert wurde (An Experimental Investigation of Flame Stabilization in a Heated Turbulent Boundary Layer). Danach war er Ingenieur am Jet Propulsion Laboratory und Assistant Professor in Flugzeugingenieurwesen an der US Naval Postgraduate School in Monterey. Ab 1959 war er Assistant Professor und später Professor für Flugzeugingenieurwesen (Aerospace Engineering) an der Cornell University (an der er schon 1955 einen Master-Abschluss erwarb). 1973 wechselte er dort auf eine Professur für Geologie und war von 1973 bis 1990 Vorstand der Fakultät für Geowissenschaften. 1965/66 war er als National Science Fellow an der University of Oxford und 1972/73 Guggenheim Fellow. Er war später Distinguished Professor an der University of California, Davis.
Er befasste sich mit Geodynamik, insbesondere mit den die Mantelkonvektion und Plattentektonik antreibenden Kräften, der Geologie der Planeten sowie Anwendungen der Theorie dynamischer Systeme auf geologische Probleme (wie Selbstorganisierte Kritikalität, Fraktale, Chaostheorie).
1981 erhielt er die Day Medal der Geological Society of America, 1984 die Regents Medal des Staates New York, 1991 die Alfred Wegener Medal der European Union of Geoscience, 1995 die Charles A. Whitten Medal der American Geophysical Union und 2003 die William Bowie Medal. 1982 war er William Smith Lecturer der Geological Society of London. Er war Mitglied der National Academy of Sciences und der American Academy of Arts and Sciences. Er war Vorstand der Sparte Quantitative Geodynamics der International Union of Geodesy and Geophysics und leitete die Sektion Tectonophysics der American Geophysical Union.
Er war seit 1957 verheiratet und hatte zwei Kinder.

## Schriften
- mit Gerald Schubert: Geodynamics, 1. Auflage, Wiley 1982, 2. Auflage, Cambridge University Press 2002, ISBN 978-0-521-66186-7